# Михаил Минев
Михаил Цветков Минев е български лекар, анатом патолог, професор.

## Биография
Михаил Минев е роден на 26 ноември 1874 г. в гр. Ловеч. Учи в Априловската гимназия (Габрово) и завършва средното си образование в София. От 1894 до 1897 г. е студент по естествени науки в Софийския университет. Завършва и работи няколко години като гимназиален учител. От 1902 до 1908 г. е студент по медицина в Университета на гр. Нанси (Франция). Дипломира се като лекар с научна степен „доктор по медицина“. Докторската му работа е на тема „Морфологични изучавания върху пода на IV- и вентрикул“. През учебната 1907 – 1908 г. е удостоен с I награда на медицинския факултет. Работи в продължение на три години като асистент и едновременно специализира в Клиника по хирургия и вътрешни болести.
През 1911 г. се завръща в България. Работи като лекар в Чирпан, Ловеч и София. Участва във войните за национално обединение (1912 – 1918) като лекар на 52-ри Пехотен полк и VIII дивизионен лазарет.
От 1918 г. е преподавател в Катедрата по анатомия при медицинския факултет на Софийския университет. Редовен доцент (1922), професор и ръководител на катедрата от 1933 г. Публикува над 30 научни труда третиращи въпроси на топографията и хирургията на сърцето, синусите, вегетативната инверция на сърцето, белия дроб и стомашночревния тракт. Член на Българския лекарски съюз. Сътрудничи на сп. „Български лекар“ и сп. „Летописи на БЛС“.